# Stoccafisso all'anconitana
Lo stoccafisso all'anconitana (o semplicemente stocco, in Ancona e in altre zone dell'Italia centrale e meridionale) è un piatto tipico della cucina anconitana, riconosciuto come prodotto agroalimentare tradizionale italiano (PAT).

## Storia
Diffusosi nel Quattrocento in Italia a partire da Venezia, in poco tempo lo stoccafisso conquistò le cambuse delle navi e diventò il cibo apprezzato nelle tante osterie delle coste del Mediterraneo, compresa Ancona. Le navi di Ancona che si spingevano fino alle città anseatiche e non di rado ai porti norvegesi, da quel momento, per evitare di fare il viaggio di ritorno senza carico, iniziarono a trasportare grandi quantità di stoccafisso, soprattutto dalle Lofoten.
Nel 1932 alle isole Lofoten venne eretto un monumento a ricordo del legame culturale e gastronomico tra l’Italia e quelle isole lontane. Oggi l’arcipelago norvegese è il più importante produttore di stoccafisso nel mondo e l’Italia il più grande importatore (circa il 90% dell’intera produzione).

## Descrizione
Lo stoccafisso viene conservato per essiccazione. I mesi di aprile, maggio, e giugno sono i più indicati per la pesca perché il merluzzo depone le uova. Il pesce pescato viene privato della testa (riservata al mercato locale), delle interiora e messo a seccare sugli stock (pali di legno costruiti a rastrelliera e sollevati circa a 2 metri da terra), dove perderà circa il 40% del suo peso; 1000 tonnellate di pesce fresco rendono circa 230 tonnellate di stocco. Impilati poi nei magazzini di stoccaggio, vengono controllati uno ad uno, annusati per controllare lo stato di conservazione, divisi per qualità, in base alla lunghezza.

## Particolarità
Nella cucina locale lo stoccafisso è talmente importante che nel 1997 a Portonovo è stata creata l'"Accademia dello stoccafisso all'anconitana" per proteggerne la tradizione. Tra l'altro annualmente si svolge una gara di bravura nella quale partecipano i vari ristoranti della città.
Nel 2003, il Comune di Ancona, l’Accademia e il Comune di Vågan (isole Lofoten) hanno firmato un protocollo d’intesa per il gemellaggio nel nome del comune interesse per lo stoccafisso.
Dello stoccafisso scrive anche il poeta Duilio Scandali, nella poesia in dialetto anconitano dal titolo Stuccafisso. Nella tabella seguente è riportato il testo in dialetto a sinistra e la versione in Italiano a destra.
| Stuccafisso … – Ma el stucafisso, dime un po’, bel figo, cun le patate e cul pumidoreto? … Opure in bianco, coto in tel furneto? … Solo a licasse i bafi è un bel intrigo!… – E la sépa in gratigola, ripiena? – E el folpo?… El fulpetì cu’ l’oio e l’aio? – E un bel frito de gamberi e trufeli? – Basta! Basta!… Fernìla!… Ho da andà a cena, e ciò, in tutu, ‘na renga! – Quest’è el guaio! … Niantri, invece, ciavemo i bumbareli!… | Stoccafisso … - Ma lo stoccafisso dimmi un po', bel tipo, con le patate e con il pomodoretto? ...Oppure in bianco, cotto nel forno? ...Solo per leccarsi i baffi è una cosa impegnativa! - E la seppia alla griglia, ripiena? - E il polpo? Il polpetto con l'olio e l'aglio? - E un bel fritto di gamberi e calamari? - Basta basta! Finiscitela! Devo andare a cena, e ho, in tutto, un'aringa! Questo è il guaio! ...Noi invece abbiamo le lumachine di mare!.... |

## Ricetta dell'Accademia dello stoccafisso all'anconitana

### Ingredienti
- kg. 1 di stoccafisso	(qualità "ragno")[7];
- prezzemolo e maggiorana,  quanto basta;
- gr. 40 di carote;
- gr. 250 di pomodori;
- gr. 50 di sedano;
- gr. 800 di patate a pasta gialla;
- gr. 200 di cipolla;
- gr. 60 di burro;
- gr. 15 di aglio;
- lt. 0,200 di vino bianco verdicchio;
- rosmarino, quanto basta;
- sale e pepe macinato al momento, quanto basta;
- gr. 15 di capperi dissalati;
- lt. 0,300 di olio extravergine di oliva;
- gr. 30 di acciughe dissalate;
- lt. 0,300 di brodo vegetale.

### Procedimento
Sgocciolate lo stoccafisso, asciugatelo, tagliatelo a pezzi di media grandezza, raccoglieteli in una terrina, copriteli a filo con il latte e lasciateli marinare 2-3 ore.
Preparate un battuto con la cipolla, l’aglio, il prezzemolo, il rosmarino e le acciughe dissalate e private della lisca. In una terrina emulsionate l’olio, l’aceto, poco sale e pepe, unite il battuto aromatico e tenete da parte.
In una casseruola con la griglia che impedisca al pesce di toccare il fondo, mettete un primo strato di stoccafisso con la pelle verso il basso, insaporitelo con un giro d’olio aromatizzato, alcune olive e pomodori tagliati a filetti, salate leggermente, pepate e così di seguito sino a esaurimento degli ingredienti. Sbucciate e tagliate a spicchi le patate, distribuitele sullo stoccafisso, spruzzate il vino e irrorate ancora con un giro d’olio aromatizzato.
Ponete il recipiente sul fuoco e, a fiamma vivace, cuocete per venti minuti circa, poi abbassate il più possibile al minimo e proseguite la cottura per circa tre ore. Verso fine cottura togliete il coperchio. Ritirate dal fuoco, coprite il recipiente con un foglio di carta assorbente da cucina e lasciate riposare per circa venti minuti. Quindi, senza mescolare, servite.
È usanza anconitana l'utilizzo del sugo rimasto dello stoccafisso all'anconitana per condire un primo piatto di pasta, specialmente del formato "ciavattoni".